# Hôtel Mortier de Sandreville
Hôtel Mortier de Sandreville (též hôtel Mortier, hôtel de Sandreville nebo hôtel Le Meyrat) je městský palác v Paříži. Nachází se v historické čtvrti Marais ve 3. obvodu na adrese 26, Rue des Francs-Bourgeois. Palác je od roku 1981 chráněn jako historická památka. Palác byl postaven po roce 1585 a přestavěn v roce 1767.

## Historie
Palác vznikl na pozemku, který patřil rodině pařížského prévôta Etienna Barbetta, jehož jméno nese nedaleká ulice.
Pozemek v roce 1585 získal Claude de Mortier de Soisy, který byl notářem a tajemníkem krále. Kolem roku 1586 si zde postavil palác.
Postupně byl palác rozdělen na dvě části. Marie Mortier a její manžel Pierre Le Berche, králův rádce a správce královských vod a lesů, zdědili jednu část a v roce 1630 zde postavili palác, který zůstal, druhá část paláce byla zbořena v roce 1826. Jejich syn Alphonse Le Berche de Sandreville předal paláci své jméno. V roce 1638 jej prodal finančníkovi Guillaumovi Cornuelovi a jeho manželce Anne Bigotové.
Palác poté měnil majitele. Rodina Vallier-Le Mairat nechala v roce 1767 přepracovat fasádu a zvýšit budovu o jedno podlaží. Za Francouzské revoluce jí byl palác zabaven a jako národní majetek prodán. Během 19. století se zde vystřídalo dalších pět majitelů, včetně kongregace, která zde v letech 1843–1870 provozovala školu, která se nyní nachází v Hôtel de Mayenne na Rue Saint-Antoine.
Palác byl 15. prosince 1981 zařazen na seznam historických památek a následně v letech 1983–1984 prošel rekonstrukcí. V roce 2016 se budova stala soukromým majetkem a je tedy pro veřejnost nepřístupná.